# قطار مدرع

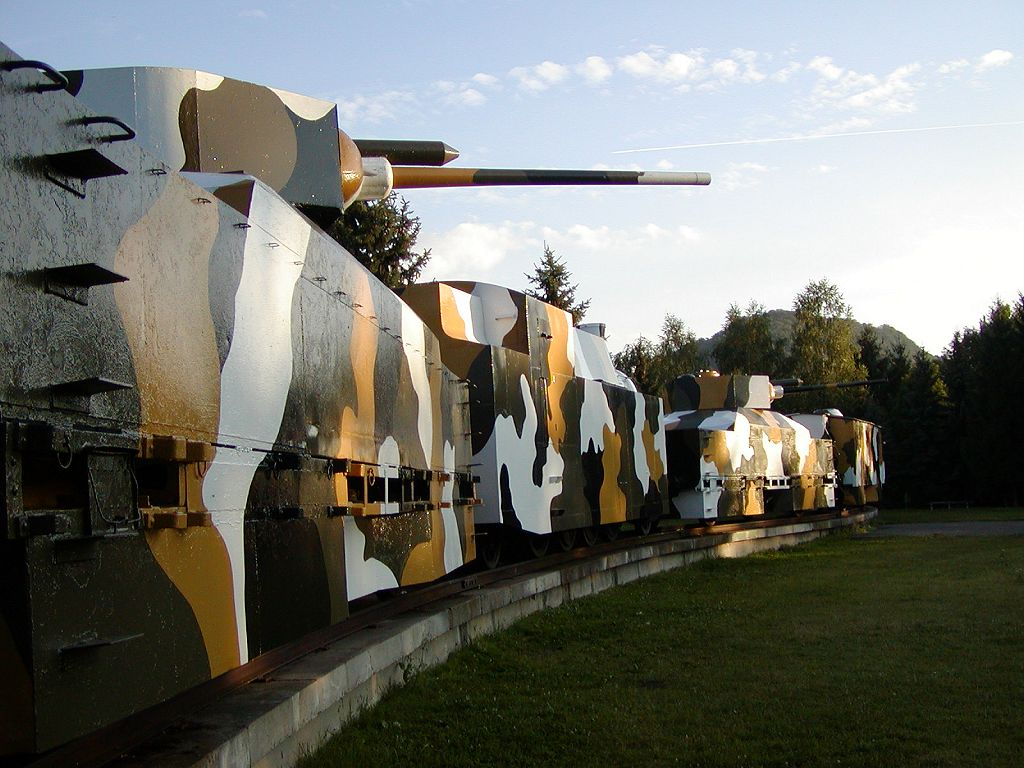
قطار مدرع

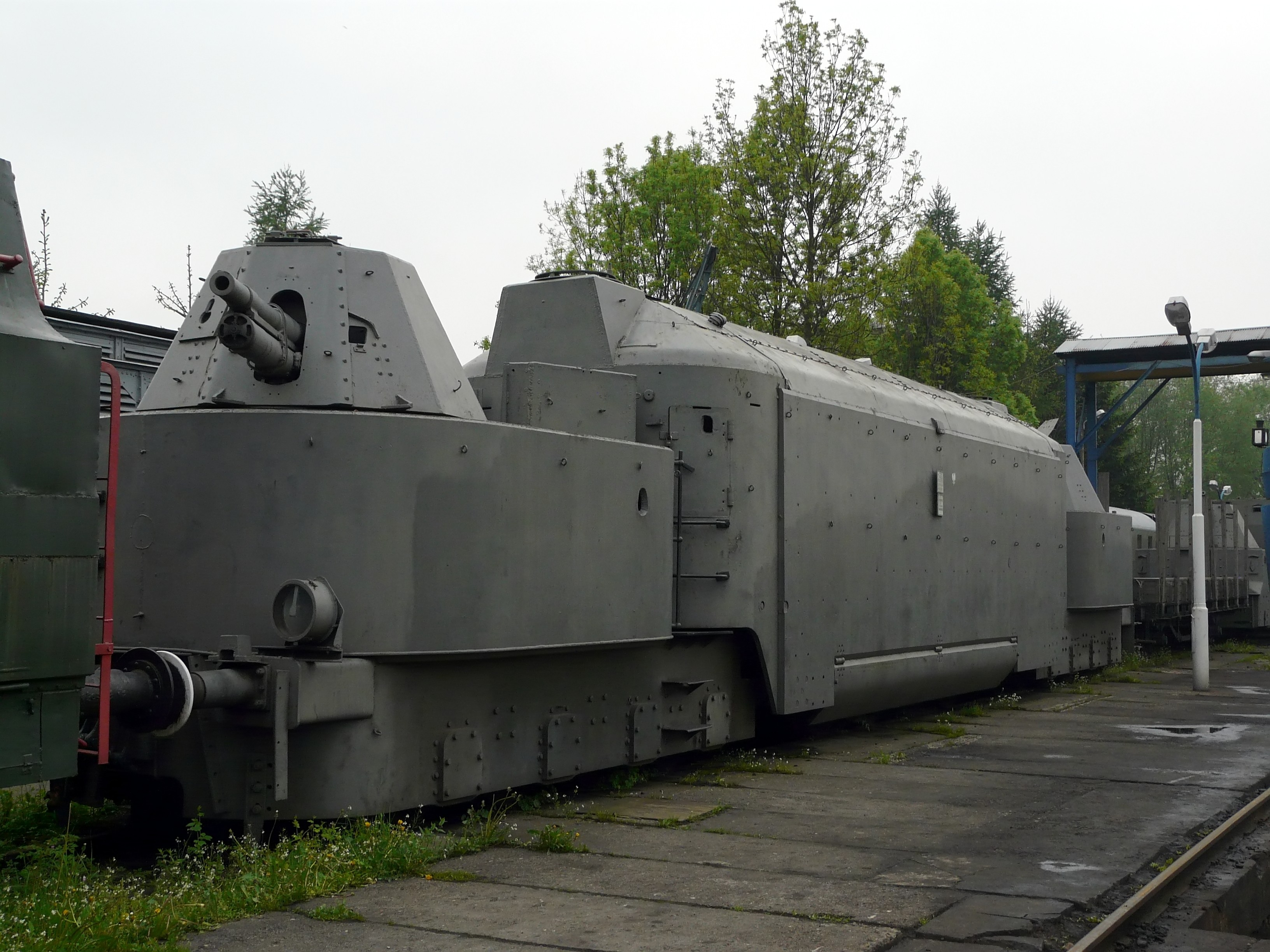
مقدمة القطار المدرع رقم 16 بمدينة Chabówka (بولندا)

قطار مدرع هو قطار محمي بدرع. عادة ما يكون مجهزاً بعربة قطار والتي تكون مسلحة بالمدفعية والرشاشات. استُعملت هذه القطارات في نهايات القرن التاسع عشر وبدايات القرن العشرين، حيث وفر هذا القطار أسلوب جديد للنقل السريع لكميات كبيرة من القوات. توقف عن استعماله بعد أن أصبحت عربات الطرق الحديثة أكثر قوة ومرونة، كما أن هذه القطارات كانت ضعيفة جداً في مواجهة الهجمات الجوية.